# Wikisłownik
Wiktionary – projekt Wikimedia Foundation, którego założeniem jest stworzenie wolnego słownika w każdym języku opartego na mechanizmie wiki (zawierającego m.in. synonimy czy tłumaczenia). Wiktionary jest jednym z siostrzanych projektów Wikipedii. Polska wersja Wiktionary nosi nazwę Wikisłownik. Serwis był notowany w rankingu Alexa na miejscu 641.

## Założenia Wikisłownika
Wikisłownik powstał, by:
- wyjaśniać znaczenia słów, związków frazeologicznych czy skrótów;
- działać jako tezaurus, pokazując synonimy i hasła powiązane;
- wyjaśnić etymologię wyrazów;
- pokazać tłumaczenia z jednego języka na inny.

## Historia
Angielska wersja Wikisłownika została uruchomiona 12 grudnia 2002 roku po propozycji złożonej przez Daniela Alstona. 22 marca 2004 otwarto dwie nowe wersje Wikisłowników, w językach francuskim i polskim. Wikisłownik początkowo nie był dostępny z adresu podobnego do reszty projektów Wikimedia Foundation. 1 maja 2004 został przeniesiony pod dzisiejszy adres – wiktionary.org.
Do kwietnia 2006 roku najwięcej haseł miał anglojęzyczny Wikisłownik. Od tego miesiąca naprzemiennie przoduje on z wersją francuskojęzyczną. Dane o liczbie haseł w poszczególnych wersjach językowych znajdują się tu.
Do listopada 2022 serwis łącznie we wszystkich wersjach językowych zgromadził prawie 40 milionów haseł.

## Polski Wikisłownik
Istnieje także polski Wikisłownik założony 28 marca 2004 roku wraz z wersją francuskojęzyczną. W 2019 roku przekroczył próg 750 000 haseł. Do lipca 2023 roku powstało w nim prawie 900 tysięcy haseł (w tym ponad 100 000 polskich wyrazów z niemal 150 tysiącami znaczeń).

## Cechy

### Wielojęzyczność
W przeciwieństwie do większości słowników, które są jedno- lub dwujęzyczne, Wikisłownik jest wielojęzycznym słownikiem, co oznacza, że w Wikisłowniku mogą znaleźć się wyrazy ze wszystkich znanych języków z tłumaczeniami, opisami itp. Na przykład w polskim Wikisłowniku może znaleźć się określenie polskich słów Polska lub ostrzeżenie czy niemieckich nazw kolorów blau, rot, jednak opis, co dane słowo oznacza, zawsze będzie podany po polsku.

### Inne cechy
Wikisłownik jest słownikiem multimedialnym – hasła są ilustrowane grafikami, a wiele posiada także nagrania wymowy, tworzone przez „native speakerów”, czyli rodzimych użytkowników języka (najczęściej za pomocą projektu Lingua Libre, dzięki któremu nagrano ponad 850 tysięcy przykładów wymowy, w tym ponad 90 tysięcy polskich słów i wyrażeń).

### Porównanie z innymi siostrzanymi projektami
Jedną z różnic pomiędzy innymi projektami Wikimedia Foundation a Wikisłownikiem jest możliwość zapisywania artykułów przy użyciu zarówno dużych, jak i małych liter. Oznacza to, że znaczenia znajdujące się na stronie „Polska” będą się różnić od umieszczonych na stronie „polska”.